# Diocesi di Usula
La diocesi di Usula (in latino Dioecesis Usulensis) è una sede soppressa e sede titolare della Chiesa cattolica.

## Storia
Usula, identificabile con Inchilla nell'odierna Tunisia, è un'antica sede episcopale della provincia romana di Bizacena.
Sono cinque i vescovi documentati di Usula. Cassiano assistette nel 345/348 al concilio cartaginese convocato da Grato di Cartagine, durante il quale prese la parola in occasione della discussione del settimo canone. Teodoro partecipò al concilio di Cabarsussi, tenuto nel 393 dai massimianisti, setta dissidente dei donatisti, e ne sottoscrisse la lettera sinodale; i massimianisti sostenevano la candidatura di Massimiano sulla sede di Cartagine, contro quella di Primiano. Lo stesso vescovo fu tra i consacranti di Massimiano di Cartagine, e per questo motivo espressamente condannato dal concilio di Bagai il 24 aprile 394.
Alla conferenza di Cartagine del 411, che vide riuniti assieme i vescovi cattolici e donatisti dell'Africa romana, prese parte il cattolico Privato; in quell'occasione la sede non aveva un vescovo donatista. Il nome di Vittorino figura al 54º posto nella lista dei vescovi della Bizacena convocati a Cartagine dal re vandalo Unerico nel 484; Vittorino, come tutti gli altri vescovi cattolici africani, fu condannato all'esilio. Ultimo vescovo noto di Usula è Lorenzo, che sottoscrisse la lettera sinodale dei vescovi della Bizacena riuniti in concilio nel 646 per condannare il monotelismo e indirizzata all'imperatore Costante II.
Dal XVII secolo Usula è annoverata tra le sedi vescovili titolari della Chiesa cattolica; la sede è vacante dal 14 aprile 2025.

## Cronotassi

### Vescovi
- Cassiano † (menzionato nel 345/348)
  - Teodoro † (prima del 393 - dopo il 394) (vescovo donatista)
- Privato † (menzionato nel 411)
- Vittorino † (menzionato nel 484)
- Lorenzo † (menzionato nel 646)

### Vescovi titolari
- Fernando de Ocampo, O.F.M.Obs. † (14 dicembre 1620 - 1621 succeduto vescovo di Santa Cruz de la Sierra)
- Rodrigo Cruzado Cavaliero † (8 gennaio 1652 - ?)
- Luigi (Luigi Maria di Gesù) Pianazzi, O.C.D. † (30 marzo 1784 - 2 aprile 1802 deceduto)
- James Yorke Bramston † (4 febbraio 1823 - 11 luglio 1836 deceduto)
- Gaetano Antonio Mulsuce, C.O. † (24 maggio 1843 - 25 gennaio 1857 deceduto)
- Benjamino Geremia, O.F.M.Obs. † (18 luglio 1884 - 29 dicembre 1888 deceduto)
- Jacques Roissant † (21 marzo 1901 - 6 aprile 1914 deceduto)
- Ewen (Hugh) Cameron † (13 novembre 1917 - 20 novembre 1917 dimesso)
- Giacomo Laminne † (25 gennaio 1919 - 23 ottobre 1924 deceduto)
- Noël de Cleene, C.I.C.M. † (18 dicembre 1924 - 7 ottobre 1942 deceduto)
- Nicolás Eugenio Navarro † (9 febbraio 1943 - 23 aprile 1952 nominato arcivescovo titolare di Scarpanto)
- Giuseppe Carraro † (29 settembre 1952 - 9 aprile 1956 nominato vescovo di Vittorio Veneto)
- José Vázquez Díaz, O. de M. † (8 luglio 1956 - 26 maggio 1978 dimesso)
- Paul Poupard (2 febbraio 1979 - 25 maggio 1985 nominato cardinale diacono di Sant'Eugenio)
- Giovanni Marra † (7 giugno 1986 - 14 novembre 1989 nominato arcivescovo titolare di Ravello)
- Giovanni Giudici † (9 giugno 1990 - 1º dicembre 2003 nominato vescovo di Pavia)
- Gabino Miranda Melgarejo (3 luglio 2004 - 24 maggio 2013 dimesso)
- Piotr Turzyński † (17 gennaio 2015 - 14 aprile 2025 deceduto)